# Blossom Cup 2010
Il Blossom Cup 2010 è stato un torneo di tennis facente parte della categoria ITF Women's Circuit nell'ambito dell'ITF Women's Circuit 2010. Il montepremi del torneo era di $50 000 ed esso si è svolto nella settimana tra il 4 gennaio e il 10 gennaio. Il torneo si è giocato nella città di Quanzhou in Cina.

## Vincitori

### Singolare
Aleksandra Krunić ha battuto in finale  Zhou Yi-Miao con il punteggio di 6–3, 7–5.

### Doppio
Liu Wan-Ting /  Zhou Yi-Miao hanno battuto in finale  Julija Bejhel'zymer /  Yan Zi con il punteggio di 6–1, 6–2.